# Pierre-Louis de Beauclair
Pierre-Louis de Beauclair ( otras fuentes Paul-Louis) fue un pedagogo y literato nacido en 1735 y fallecido en 1804.

## Biografía
Beauclair nació en la isla de Francia, igual que Léonard y Berlin y fue director de un instituto de educación y consejero de landgrave en Darmstadt.
Como escritor, él ensaya en 1764 de refutar el contrato social de Jean-Jacques Rousseau, escribe con elegancia y originalidad la biografía de Pedro III de Rusia, con interesantes anécdotas a consultar, y un curso de "gallicismes", vocabulario  útil para los extranjeros, con lo siguiente:
- Acepciones remotas del uso general
- Modismos o cambios particulares a la lengua
- Los neologismos, donde el tiempo consagra a los mejores
- Los adagios o sentencias populares, que devienen en cualquier nación
- En ocasiones, confunde las locuciones proverbiales con los "gallicismes"

## Obras
- Anti-contrat social:....., La Haya, F. Staatman,  1764 (reeditada en París: J. Vrin, 1981.)
- L'Histoire de Pierre III, empereur de Russie, Londres, 1774.
- L'Histoire de Madamemoiselle de Grisolles,..., Londres,  1770.
- Cours de gallicismes, Fráncfort, 1794-96, 3 v.